# Irving Chernev
Irving Chernev (* 29. Januar 1900 in Priluki; † 29. September 1981 in San Francisco) war ein US-amerikanischer Autor von Schachbüchern.

## Leben
Er stammte aus einer jüdischen Familie und emigrierte 1920 in die USA, wo er als Musiklehrer arbeitete. Das Schachspiel hatte er mit 12 Jahren erlernt. Obwohl er es selbst nie zum Meistertitel brachte, verfügte er über ausgezeichnete Kenntnisse der Schachszene und war mit vielen Spitzenspielern persönlich bekannt. Er hatte eine große private Schachbibliothek und sagte von sich, dass wohl kein anderer Mensch so viele Schachbücher gelesen und Partien nachgespielt habe wie er. Besonders bewunderte er die Werke von Siegbert Tarrasch, dessen Buch Dreihundert Schachpartien er als seine Bibel bezeichnete. Er trug stets ein Notizbuch mit sich, in dem er interessante Positionen notiert hatte, die er gerne vor Publikum vorführte.  
Chernev war ein produktiver Autor und veröffentlichte mehr als zwanzig Bücher über Schach. Das zusammen mit Kenneth Harkness geschriebene Lehrbuch An invitation to chess (1945) war mit sechsstelligen Verkaufszahlen ein großer Erfolg. Das neuartige Konzept dieses Werkes bestand darin, dass zu jedem einzelnen Zug ein Diagramm abgebildet wurde, so dass die Lektüre auch ohne Schachbrett möglich war. Sehr populär war auch sein Buch Logical chess move by move (1957), in dem  33 Meisterpartien Zug für Zug so erklärt wurden, dass auch schwächere Spieler den Kommentaren folgen konnten. Noch 1998 erschien eine Neuauflage dieses Werkes (ISBN 0-7134-8464-0). Mehrere Bücher veröffentlichte er zusammen mit Fred Reinfeld, einem anderen bekannten Schachschriftsteller, darunter Winning chess (1948) und The Fireside book of chess (1949).
In der amerikanischen Schachzeitschrift Chess Review leitete Chernev seit Oktober 1937 eine unregelmäßig erscheinende Kolumne über Endspielstudien. 1947 veröffentlichte er aus diesem Material das Buch Chessboard magic, eine Fortsetzung unter dem Titel 200 brilliant endgames (ISBN 0-671-67284-3) erschien postum 1989. 
Nach seiner Pensionierung zog er zusammen mit seiner Ehefrau Selma von New York nach San Francisco und starb dort im Alter von 81 Jahren an Krebs. 